# اچ‌ام‌اس روبی (۱۷۷۶)
اچ‌ام‌اس روبی (۱۷۷۶) (به انگلیسی: HMS Ruby (1776)) یک کشتی بود که طول آن ۱۵۹ فوت ۶ اینچ (۴۸٫۶۲ متر) بود. این کشتی در سال ۱۷۷۶ ساخته شد.